# Astrogorgia mengalia
Astrogorgia mengalia är en korallart som beskrevs av Manfred Grasshoff 1999. Astrogorgia mengalia ingår i släktet Astrogorgia och familjen Plexauridae. Inga underarter finns listade i Catalogue of Life.